# Liste der Kulturdenkmäler in Ensheim
In der Liste der Kulturdenkmäler in Ensheim sind alle Kulturdenkmäler der rheinland-pfälzischen Ortsgemeinde Ensheim aufgeführt. Grundlage ist die Denkmalliste des Landes Rheinland-Pfalz (Stand: 25. März 2025).

## Denkmalzonen
| Bezeichnung          | Lage                | Baujahr | Beschreibung                                                                   | Bild |
| -------------------- | ------------------- | ------- | ------------------------------------------------------------------------------ | ---- |
| Denkmalzone Friedhof | Alzeyer Straße Lage | um 1900 | 58 späthistoristische und Jugendstil-Grabsteine im südwestlichen Friedhofsteil | BW   |

## Einzeldenkmäler
| Bezeichnung              | Lage                                             | Baujahr                           | Beschreibung | Bild            |
| ------------------------ | ------------------------------------------------ | --------------------------------- | --- | --------------- |
| Schulhaus                | Alzeyer Straße 19 Lage                           | um 1900/05                        | ehemalige Schule, zweiteiliger Krüppelwalmdachbau, teilweise Fachwerk, Neurenaissance, um 1900/05; straßenbildprägend                           | Fotos hochladen |
| Hofanlage                | Am Brunnen 4 Lage                                | um 1700                           | ehemalige Hofanlage; barockes Fachwerkhaus, teilweise massiv, abgewalmtes Mansarddach, um 1700, Portal bezeichnet 1748; ortsbildprägend         | Fotos hochladen |
| Evangelischer Pfarrhof   | Am Brunnen 11 Lage                               | 1708                              | barocker Krüppelwalmdachbau, 1708; Toranlage des 19. Jahrhunderts                                                                               | Fotos hochladen |
| Hofanlage                | Hahnengasse 3 Lage                               | erste Hälfte des 18. Jahrhunderts | Hofanlage; barocker Krüppelwalmdachbau, teilweise Zierfachwerk, erste Hälfte des 18. Jahrhunderts                                               | Fotos hochladen |
| Evangelische Pfarrkirche | Hahnengasse 22 Lage                              |                                   | Saalbau, im Kern wohl mittelalterlich, barock überformt, bezeichnet 1723                                                                        | Fotos hochladen |
| Hofanlage                | Obergasse 9 Lage                                 | erste Hälfte des 18. Jahrhunderts | Hofanlage; barockes Fachwerkhaus, teilweise Zierfachwerk, erste Hälfte des 18. Jahrhunderts; Toranlage bezeichnet 1791; städtebaulich bedeutend | Fotos hochladen |
| Wohnhaus                 | Obergasse 14 Lage                                | Mitte des 18. Jahrhunderts        | spätbarockes Fachwerkhaus, teilweise massiv, Mitte des 18. Jahrhunderts                                                                         | BW              |
| Wohnhaus                 | Obergasse 20 Lage                                | 18. Jahrhundert                   | barockes Fachwerkhaus, teilweise massiv, 18. Jahrhundert, rückwärtig älterer Schildgiebel, Pforte am Anbau bezeichnet 1718                      | Fotos hochladen |
| Wohnhaus                 | Obergasse 28 Lage                                | um 1700                           | barockes Wohnhaus mit vorkragendem Fachwerkgeschoss (verputzt), um 1700                                                                         | BW              |
| Hofanlage                | Pfortenstraße 24 Lage                            | 1897                              | Dreiseithof; Klinkerbau, bezeichnet 1897 | BW              |
| Hofanlage                | Schlosshügel 8 Lage                              | 1723                              | Dreiseithof; barockes Wohnhaus, teilweise Zierfachwerk, bezeichnet 1723, Umbau bezeichnet 1819                                                  | Fotos hochladen |
| Keller                   | Schlosshügel, bei Nr. 8 Lage                     | 17. oder 18. Jahrhundert          | Kelleranlagen, 17. oder 18. Jahrhundert | BW              |
| Hofanlage                | Wiesengasse 1 Lage                               | Mitte des 18. Jahrhunderts        | Vierseithof; barockes Fachwerkhaus, teilweise massiv, Mitte des 18. Jahrhunderts; städtebaulich bedeutend                                       | Fotos hochladen |
| Wasserbehälter           | nördlich des Ortes; Flur Im Wörrstädter Weg Lage | 1905                              | Jugendstiltypenbau, bezeichnet 1905 | Fotos hochladen |